# 民主柬埔寨
民主柬埔寨，简称赤柬、民柬，也被稱作赤柬政權、紅色高棉政權，是波爾布特領導下的柬埔寨共产党于1975年—1982年在柬埔寨建立的政權。1979年，越南入侵柬埔寨，占领首都金边，扶植柬埔寨人民革命党建立柬埔寨人民共和国。1982年6月22日，民主柬埔寨残存政权宣布放弃社会主义制度并组建民主柬埔寨联合政府。
1970年成立的柬埔寨王國民族團結政府，1975年击败朗諾将军领导的高棉共和国而建立民主柬埔寨，柬埔寨共产党掌握了大多數權力之后，开始在柬埔寨境内推行极端的农业社会主义政策，造成约四分之一柬埔寨人非正常死亡，直至1979年柬越戰爭爆發后，在反柬共統治的柬埔寨救國民族團結陣線和越南、苏联的干涉下，喪失了大多數領土。
1979年1月7日，越南人民军攻克金邊，並扶植成立一個亲越、亲苏联的傀儡政權柬埔寨人民共和國，使民主柬埔寨政府向西迁移至密林中直到聯合國託管。由于实际上除了苏联和亲苏联的国家之外，包括中美等联合国成员国多数国家不承认“柬埔寨人民共和國”的合法性，使流亡的民主柬埔寨持續在聯合國代表柬埔寨的席次，直至1990年代促成了柬埔寨过渡时期联合国权力机构为止。

## 意識形態
該國執政黨柬埔寨共产党及其领袖波尔布特深受毛泽东思想、法国共产党以及马克思和列宁著作的影响，甚至还有高棉人优越主义的影响。这导致了其执政期间的民主柬埔寨有意图创造一个无阶级的纯高棉人社会的思想，实际上这思想同时包括了所謂的激进共产主义和国家社会主义，或者根据某些学者的观点，因為波布政權要征服越南，也是法西斯主义。但也有人认为因没有对私产的保护，所以从其根本上来说并不是法西斯主义。

## 國家性質
宪法稱民主柬埔寨是一个“人民、工人、农民以及所有其他柬埔寨劳动者的国家”。
該國的波尔布特時期與所有其他的社會主義國家的模式都不同。
- 首先，該國執政黨不遵從個人崇拜，黨的最高領導人的身份被高度保密，政府主体为“安卡”（អង្គការ，意為“組織”）[11]，实际即是柬共领导人的自称[12]。
- 其次，該國執政黨不走工業化的道路，反而強迫人民成爲農民。在这一时期，城市被清空，规模性宗教信仰被废止，私人财产、货币以及市场被消除[13]。
- 再次，該國執政者的政治清洗範圍異常地大，與其他社會主義國家以政治爲目的清洗並不相似，被稱爲“自我屠殺”。在三年零八个月的黑暗統治期間，规模空前的大屠杀加上飢荒、強制勞役及政治處決等原因导致共約200萬人死亡，佔全國人口的25%。波尔布特称为对富裕的和有权力的“压迫者”的“不成比例的报复”[14][15]。屠杀遇难者包括“资本家”、技术人员、知识分子和朗諾时期的警察与政府公职人员（通称阶级敌人）[16] ，也包括越南人、柬埔寨华人、京族、佬族、占族等少数民族[7] 。1984年的英國電影《殺戮戰場》，由主演吴汉润描繪了赤柬政權的恐怖極權統治。

## 行政区划
1976年，柬埔寨共产党将民主柬埔寨划分成了六个大区，分别为东部大区（203区）、西南大区（405区）、北部大区（303区）、西北大区（560区）、西部大区（401区）、东北大区（106区）。6个大区又被分成32个区域，这些区域被用数字编号来命名。区域下面是地区，分区和合作社。

## 历史

### 起源
1970年，朗諾將軍发动政变推翻西哈努克，建立了親美政府高棉共和国，准許使用港口輸送武器予越南共和國（南越），及容許南越在國土建立军事基地。當時西哈努克反對朗諾的新政府，便加入中国政府支持的赤柬組織一同對抗朗諾。赤柬挟西哈努克的威望，煽動民眾支持武裝革命，事實上支持者只是純粹擁護西哈努克重返政府，而非全然性支持共產主義。得到中国及越南提供的物資支援，赤柬得以在1975年4月17日攻佔首都金邊，並繼續以西哈努克作為「国家元首」。
1976年2月（另说1975年12月），时任中共中央政治局常委、国务院副总理张春桥访问民主柬埔寨。

### 強制撤離
赤柬奪權的首個行動之一，是欺騙民眾，指美軍可能作出報復轟炸，所以要把所有城市人口強遷往郊區。他們告知居民「只走兩至三公里的路程」，以及「在兩至三天後能回原地」，而赤柬「會為他們保留一切」，因此不必把屋子大門鎖上。
結果拒絕在指定時間前離開的人，一概即時槍殺。當時離開城市的道路擠滿了撤離的人，水洩不通，炎夏暴曬下，死傷枕藉，沿途多見傷殘、童叟婦孺、貧病者死屍。人口達250萬的金邊市頓變死城。強制撤離也在其他地方發生，包括馬德望省、磅針省、暹粒省、磅通省等，撤離情況及人群處置多按軍方情況而定。
撤離的人群包括金邊各醫院的全部病人，醫護人員堅持先為病人治理者，連同病人全遭射殺。沿途見西式流行打扮者，包括長髮，喇叭褲等，即時槍殺。赤柬拒絕為年老及傷殘人士提供運輸，也未有為民眾提供糧食。根據喬森潘的說法，金邊強遷的人口包括800多名外國人，他們先被送往法國驻柬埔寨大使馆，至月尾他們被悉數以卡車送往泰柬邊境，與外國人結婚的高棉女子獲准隨同丈夫離境，但与外國人结婚的高棉男子則不准與妻子離國。

### 灭亡
因为民主柬埔寨与越南关系恶化，并疯狂屠杀柬境内的越南人，及屢次侵入越南邊境地區，主张收復「下高棉」（湄公河三角洲地區，古代屬於柬埔寨），搶掠劫殺，激怒了越南。1979年，越南人民军进攻柬埔寨，推翻了紅色恐怖的民主柬埔寨政权。之后，越南建立傀儡政权——柬埔寨人民共和国，但并不受到除越南、老挝、苏联和东欧国家之外的国际社会的普遍承认。

## 经济
民主柬埔寨的经济政策类似于1958年中共的大跃进。1970年代初期，红色高棉已经在他们占领的地区建立了“农业互助小组”。詹姆斯·泰纳认为，红色高棉领导下的柬埔寨经济是国家资本主义。
1973年以后，这些合作社被组织成“初级公社”，农民将土地和农具借给公社，但仍是他们的私有财产。1974年出现了“高级公社”，其中私人财产被废除，农业收成是所有社员的集体财产。
1976年初推出的「社区」建立了社区餐饮等更进一步的模式，同时还建立了国有农场。柬共的经济政策里有一个「新吴哥计划」：通过建立全国灌溉渠、水坝和水库系统，柬共领导层相信全年生产稻米是有可能的。
柬共比中共更追求经济自给自足的理想，特别是波尔布特1959年博士论文中所描绘的情形：货币被废除，国内贸易或商业只能通过以物换物进行。在柬共的视角里，民主柬埔寨的建立使柬埔寨人民在两千多年的历史中首次摆脱了外国的经济统治。红色高棉希望通过动员人民加入以军事方式组织的工作大队，来释放群众的生产力。
民柬时期对外贸易几乎完全停止，尽管1976年底和1977年初有一定恢复。不過當時中国是民主柬埔寨最重要的贸易伙伴。
柬埔寨共产党人对群众的创造力量和技术能力充满信心，他们不断发表农民将旧机械部件改造成新用途的报道。与毛泽东时期的大炼钢铁运动类似，红色高棉试图将工业转移到农村。值得注意的是，民主柬埔寨国徽不仅展示了稻米和灌溉水闸的滑轮，还展示了一个烟囱的工厂。

## 外交
民主柬埔寨仅有中华人民共和国、朝鲜民主主义人民共和国、罗马尼亚和南斯拉夫四个“友好国家”，其中和中华人民共和国非常友好，是当时最亲中的国家，也是当时世界上最孤立的国家之一。其与苏联、美国和越南（1977年后）交恶。
日本於1975年承認民主柬埔寨，1976年建交。1978年英薩利訪問日本與外務大臣園田直進行會談。
被越南占领之后，民主柬埔寨仍维持在联合国的席位，亦代表柬埔寨的唯一合法政权，直至1992年。

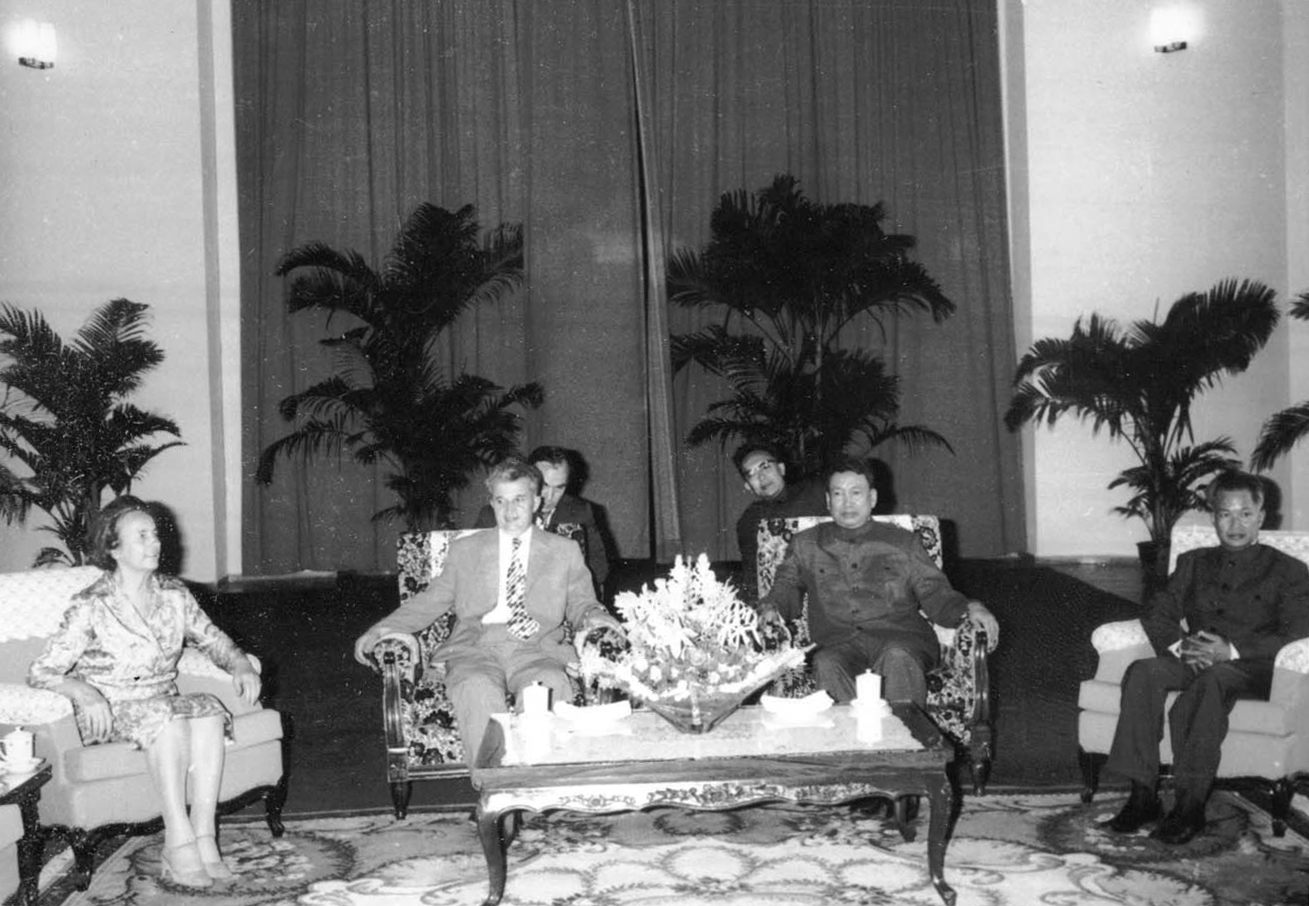
1978年，罗马尼亚总统齐奥塞斯库夫妇访问柬埔寨，与波尔布特（右二）和乔森潘（右）会面。

## 文化
民主柬埔寨实行文化专制和愚民政策，禁止书籍和印刷品。人民禁止说外语。只允许唱革命歌曲，跳革命舞蹈和穿着革命服装。禁止实行国家荣誉制度。

## 媒体
民主柬埔寨广播电台，是民主柬埔寨唯一的广播电台。由于民间没有收音机，在收听本台时只能在公社、军队等集体场所收听。

## 延伸閱讀
- Beang, Pivoine, and Wynne Cougill. Vanished Stories from Cambodia's New People Under Democratic Kampuchea. Phnom Penh: Documentation Center of Cambodia, 2006. ISBN 978-99950-60-07-7
- Dy, Khamboly. A History of Democratic Kampuchea (1975–1979). Phnom Penh, Cambodia: Documentation Center of Cambodia, 2007. ISBN 978-99950-60-04-6 Foreword
- Etcheson, Craig. The Rise and Demise of Democratic Kampuchea. Westview special studies on South and Southeast Asia. Boulder, Colo: Westview, 1984. ISBN 978-0-86531-650-8
- Pescali, Piergiorgio. Indocina. Emil, Bologna, 2010. ISBN 978-88-96026-42-7

## 外部連結
- Constitution of Democratic Kampuchea
- Dark memories of Cambodia's killing spree （页面存档备份，存于）BBC新聞網的赤柬倒台30周年紀念專題